# El Diario de Antofagasta
El Diario de Antofagasta es un periódico digital que se edita y publica en la ciudad de Antofagasta, Chile. Es de carácter generalista y gratuito.
Fue fundado el 4 de abril del año 2011 cubriendo  informaciones locales, regionales, nacionales e internacionales, además de publicar investigaciones e informaciones de último minuto, convirtiéndose en uno de los medios de comunicación más importantes de la ciudad.

## Reconocimientos
En abril de 2019, recibió un reconocimiento del Servicio Nacional de la Mujer y la Equidad de Género (SernamEG) en Antofagasta. por ser el primer medio regional en implementar un Protocolo contra el Acoso Sexual,
Asimismo, la Dirección de Comunicaciones de la Universidad Católica del Norte le otorgó un reconocimiento por promover el periodismo serio y de carácter social en la región de Antofagasta.